# STC Hirschberg
Der STC Hirschberg 1919 war ein deutscher Sportverein aus der niederschlesischen Stadt Hirschberg (Riesengebirge), der vor allem in den 1940er Jahren durch seine Fußballmannschaft Bekanntheit erlangte. Die Vereinsfarben waren Schwarz-Weiß, das Heimstadion war der Hirschberger Feigenmund.

## Geschichte

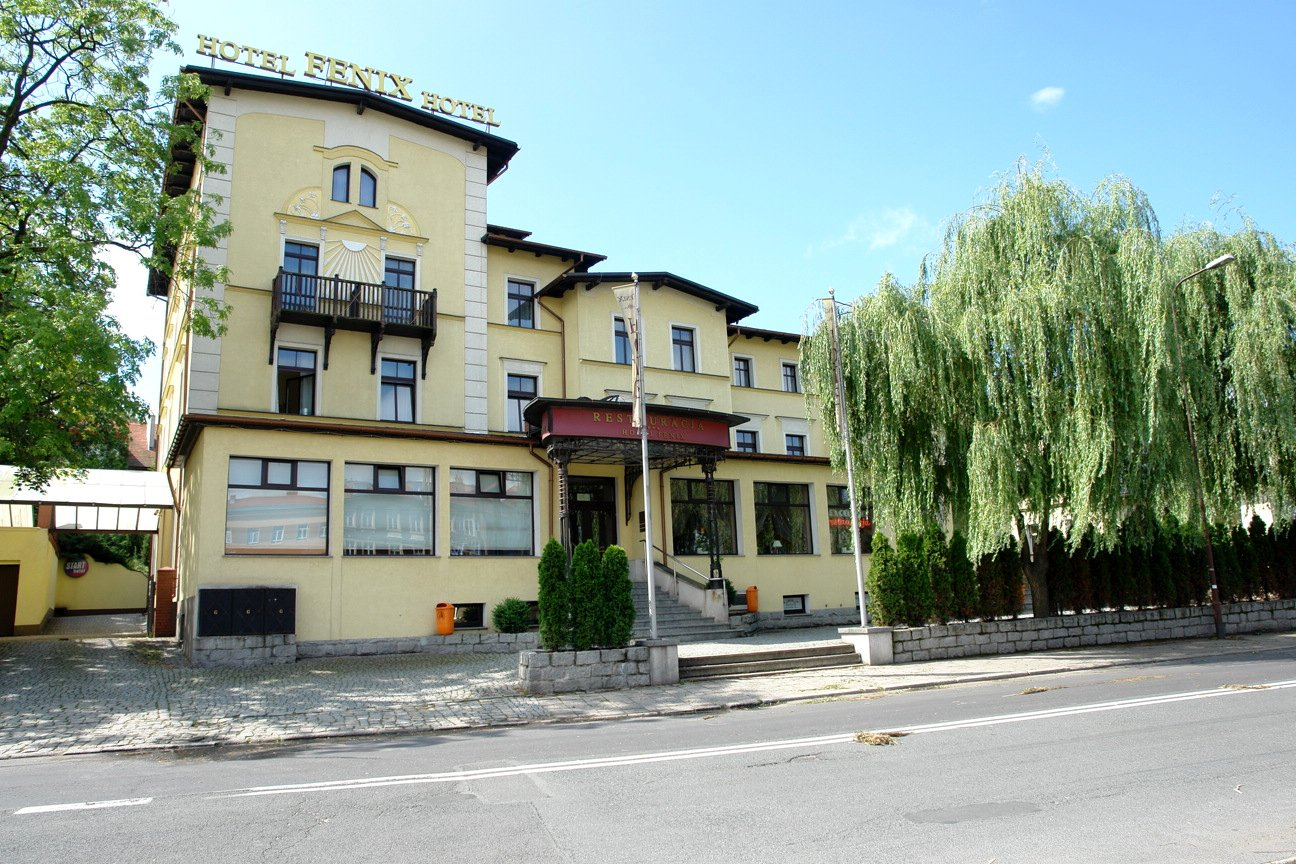
Das ehemalige Vereinslokal „Strauß Hotel“

Der STC war in der niederschlesischen Stadt Hirschberg im Riesengebirge beheimatet, die heute Jelenia Góra heißt und in Polen liegt. Er wurde 1919 unter dem Namen Hirschberger SV 1919 gegründet und erreichte in der Spielzeit 1925/26 erst den Titel als Bergland Meister, anschließend einmal die Endrunde um die südostdeutsche Meisterschaft. Nach einer Fusion mit dem STC Hirschberg  (1925 gegründet) trat er als STC 1919 auf. Überregional bekannt wurde der Sportklub 1943/44, als seine Fußballmannschaft bis in das Achtelfinale der Endrunde um die deutsche Fußballmeisterschaft vorstieß.
Zuvor hatte der STC nie das Niveau der Gauliga Schlesien, eine der höchsten deutschen Fußballklassen, erreicht. In den 1930er Jahren spielte der STC im Fußball-Bezirk Bergland. Erst als kriegsbedingt die Gauliga Schlesien in die Ligen Ober- und Niederschlesien und letztere 1943 in vier Gruppen aufgeteilt wurde, wurde der STC zur Fußballsaison 1943/44 in die Gruppe Görlitz der Gauliga Niederschlesien eingeteilt. In dieser Gruppe mit ausschließlich Gauliga-Neulingen wurde der STC Gruppensieger und gewann schließlich auch die Gaumeisterschaft mit Siegen über die SpVgg 02 Breslau und den DSV Schweidnitz. Damit hatte sich Hirschberg für die Endrunde um die deutsche Meisterschaft qualifiziert. In der 1. Runde kam der SCT zu einem 7:0-Kantersieg über SDW Posen, im anschließenden Achtelfinalspiel gegen Vienna Wien kam mit einem 0:5 das Meisterschafts-Aus.
Die bekanntesten Spieler im Endrunden-Aufgebot waren Fritz Machate, der unmittelbar nach dem Ausscheiden des SCT zum Dresdner SC wechselte und mit dieser Mannschaft die deutsche Meisterschaft 1944 gewann, sowie Kurt Helbig, der in den 1950er Jahren unter anderem 72 Oberligaspiele für die SpVgg Fürth bestritt.
Nach der Vertreibung der deutschen Bevölkerung von Hirschberg nach dem Zweiten Weltkrieg erlosch der STC Hirschberg 1945.

## Erfolge
- 1 × Teilnahme an der Endrunde um die deutsche Meisterschaft: 1944
- 1 × Meister Gau Niederschlesien: 1944
- 1 × Bergland Meister: 1926

## Bekannte Spieler
- Kurt Helbig
- Fritz Machate

## Spielstätte
Der STC Hirschberg trug seine Spiele auf dem Sportplatz Feigenmund am östlichen Stadtrand von Hirschberg aus. Der Sportplatz heißt heute Miejski Stadion (Städtisches Stadion) und wird vom MKS Karkonosze Jelenia Góra genutzt.